# Bó khứu giác
Bó khứu giác (tiếng Anh: olfactory tract) là một bó sợi thần kinh hướng tâm từ tế bào mũ ni và tế bào chùm (tufted cells) của hành khứu giác, kết nối với một số vùng xác định trong não, như vỏ não hình quả lê, hạch hạnh nhân, và vỏ não nội khứu. Đó là một dải màu trắng, hẹp, có hình tam giác trên thiết đồ cắt qua mặt phẳng vành, đỉnh hướng lên trên.
Bó nằm trong rãnh khứu giác ở mặt dưới thùy trán, và phân chia thành hai vân, vân khứu giác trong và vân khứu giác ngoài. Sợi của bó khứu giác kết thúc ở phần trước-ngoài của củ khứu, phần lưng và phần ngoài các bộ phận của nhân khứu giác trước, phần trán và phần thái dương của vỏ não hình quả lê trước (prepyriform area), nhóm vỏ-trong của hạch hạnh nhân và nhân của vân tận cùng.
Sự tổn thương bó khứu giác dẫn đến chứng mất khứu giác ở não.

## Hình ảnh bổ sung

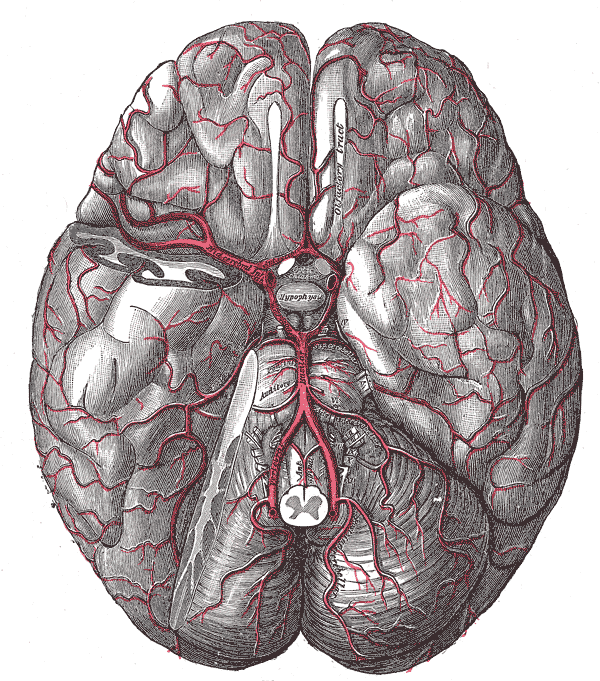
Động mạch của nền đại não.
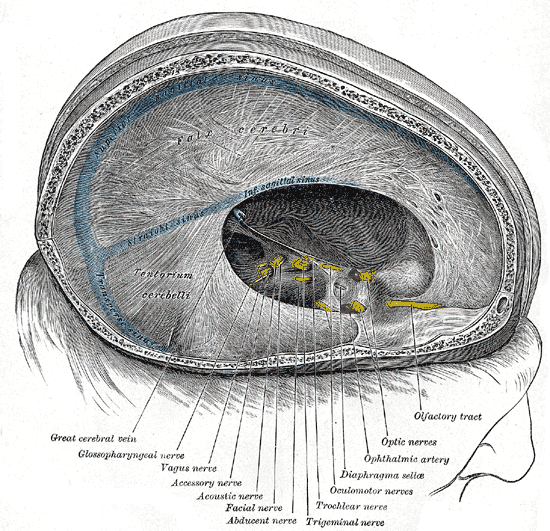
Màng cứng (đãloại bỏ một phần của nửa bên phải của hộp sọ và não).
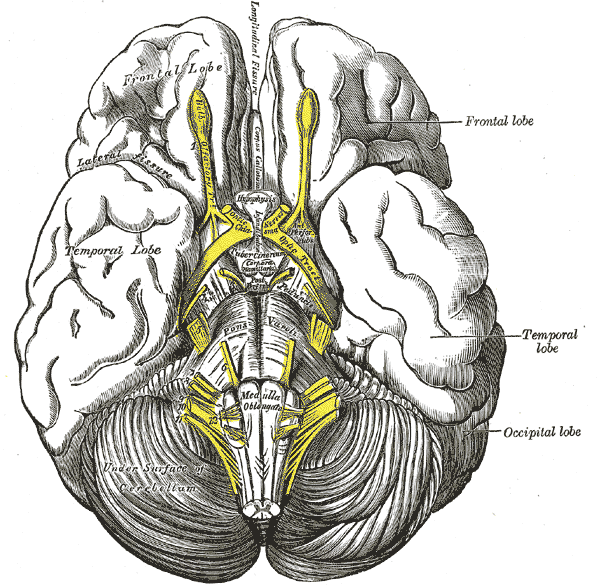
Nền đại não.
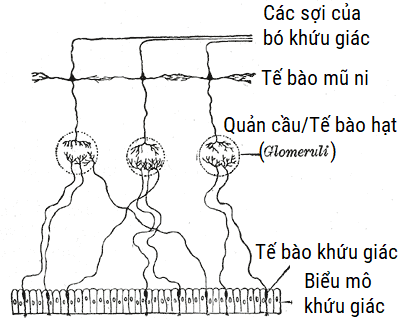
Sơ đồ các tế bào thần kinh khứu giác. Mitral cell: Tế bào mũ ni; Glomeruli: Tế bào hạt; Olfactory epithelium: Biểu mô khứu giác
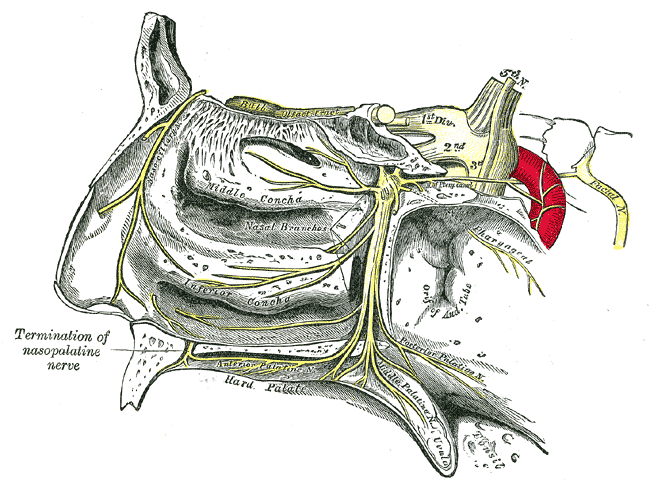
Hạch chân bướm-khẩu cái và các nhánh của nó.
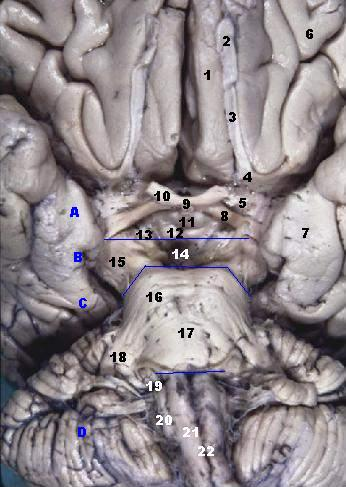
Não người phía trước
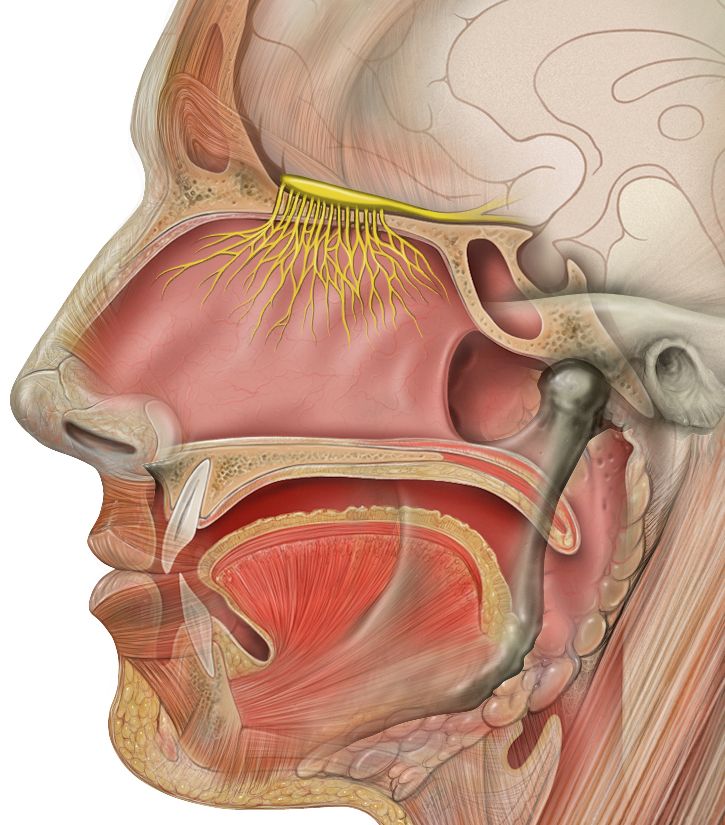
Thần kinh khứu giác
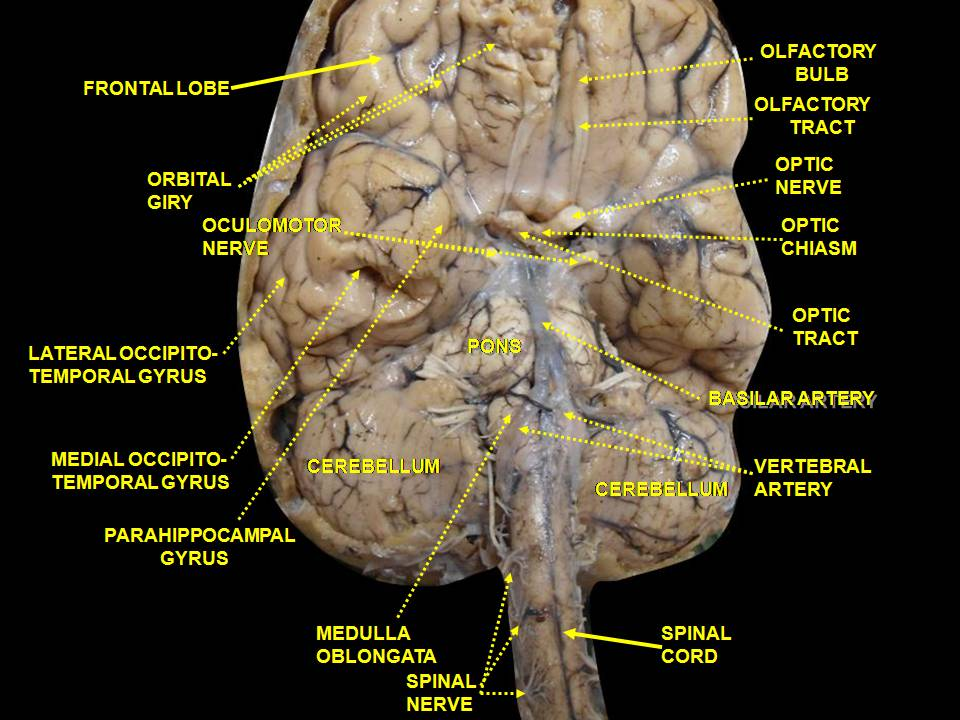
Não (phẫu tích)
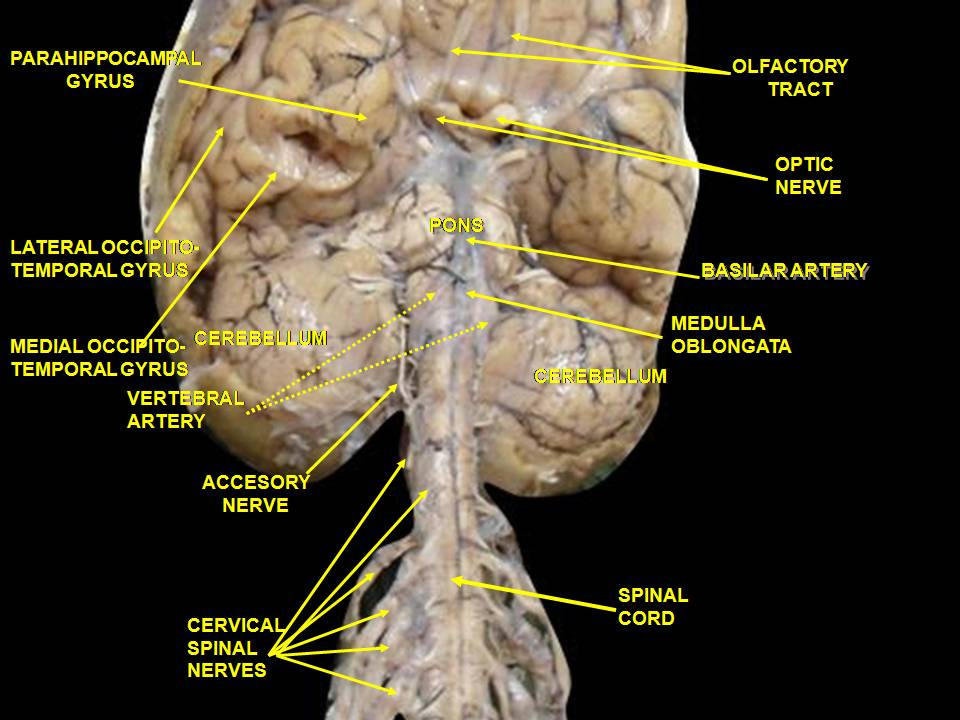
Tủy sống. Đám rối thần kinh cánh tay. Phẫu tích sâu
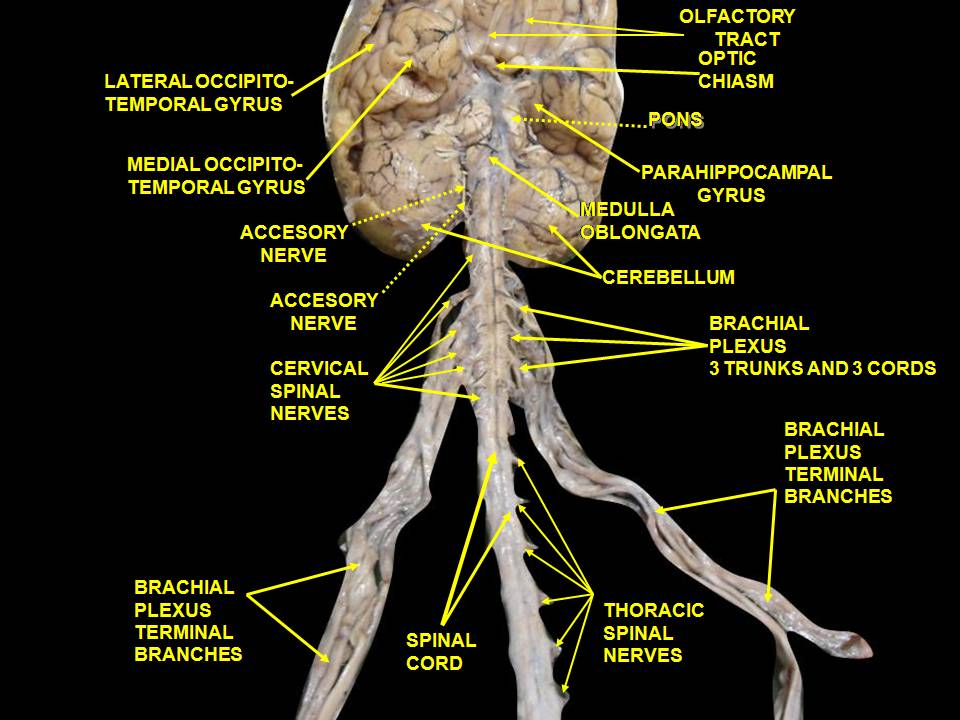
Tủy sống. Đám rối thần kinh cánh tay. Phẫu tích sâu
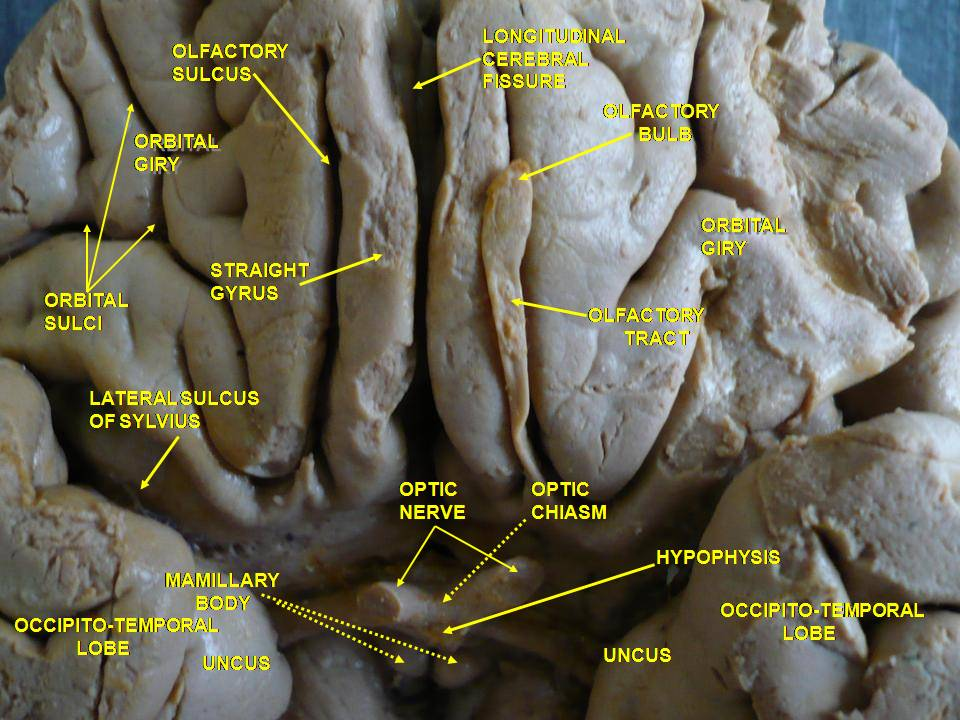
Đại não. Thần kinh thị giác và khứu giác. Phẫu tích sâu
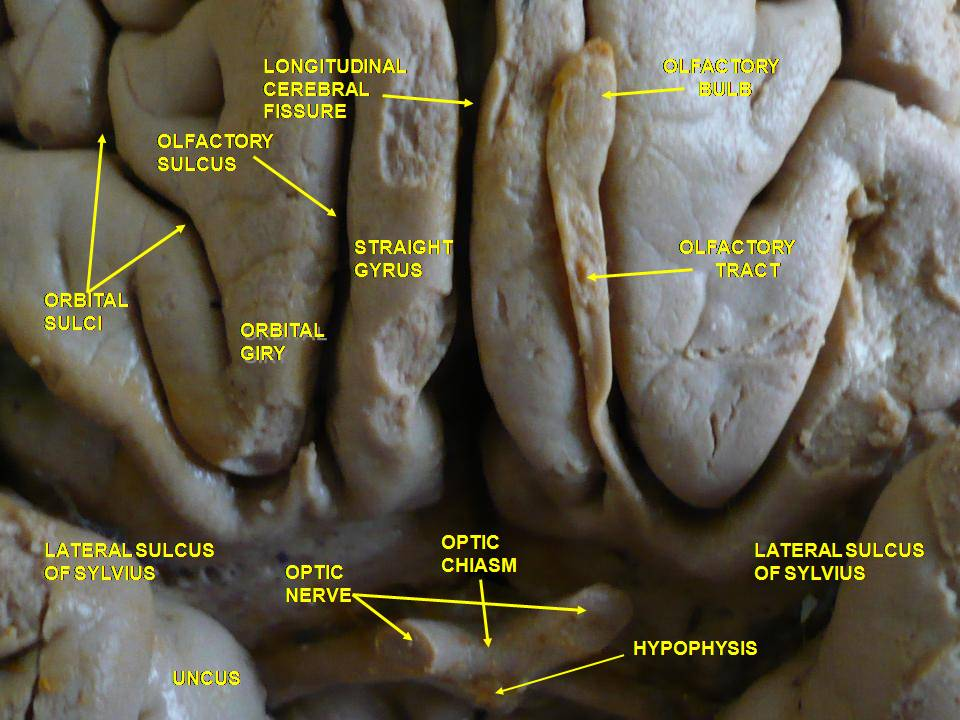
Đại não. Phẫu tích sâu
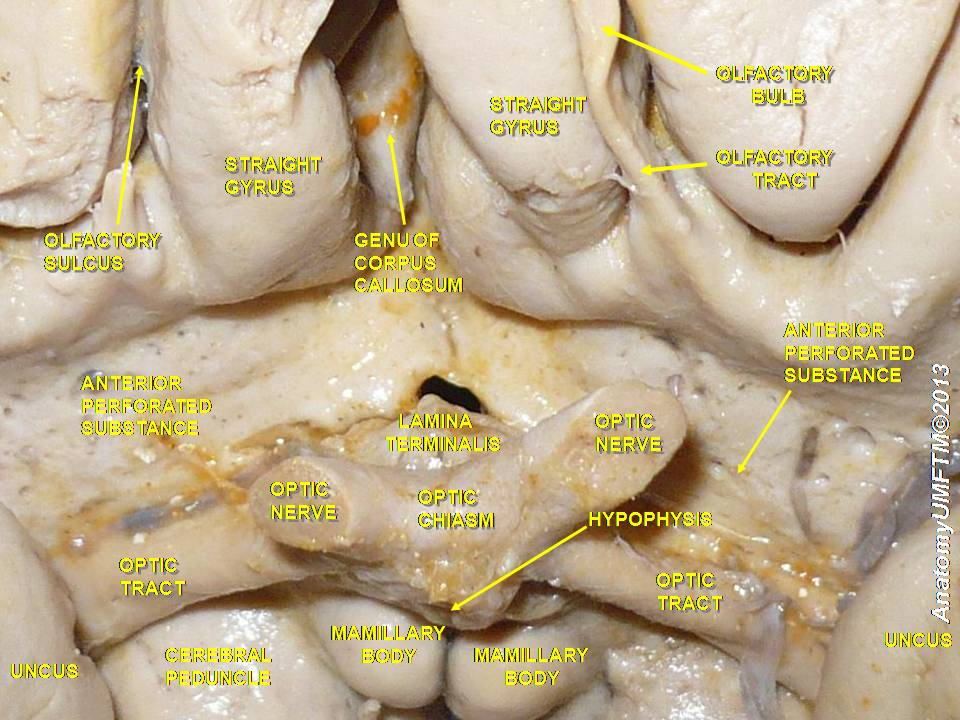
Đại não. Phẫu tích